# Aethianoplis
Aethianoplis är ett släkte av steklar. Aethianoplis ingår i familjen brokparasitsteklar.
Kladogram enligt Catalogue of Life:
| Aethianoplis | \| \| Aethianoplis bipapillator \| \| \| \| \| \| Aethianoplis bipapilloides \| \| \| \| \| \| Aethianoplis collifer \| \| \| \| \| \| Aethianoplis excavata \| \| \| \| \| \| Aethianoplis fulgens \| \| \| \| \| \| Aethianoplis leucopus \| \| \| \| \| \| Aethianoplis violaceipennis \| \| \| \| |
|              | \| \| Aethianoplis bipapillator \| \| \| \| \| \| Aethianoplis bipapilloides \| \| \| \| \| \| Aethianoplis collifer \| \| \| \| \| \| Aethianoplis excavata \| \| \| \| \| \| Aethianoplis fulgens \| \| \| \| \| \| Aethianoplis leucopus \| \| \| \| \| \| Aethianoplis violaceipennis \| \| \| \| |
|              | Aethianoplis bipapillator |
|              | |
|              | Aethianoplis bipapilloides |
|              | |
|              | Aethianoplis collifer |
|              | |
|              | Aethianoplis excavata |
|              | |
|              | Aethianoplis fulgens |
|              | |
|              | Aethianoplis leucopus |
|              | |
|              | Aethianoplis violaceipennis |
|              | |